# 1891 en Belgique
Chronologie de la Belgique
- 1887
- 1888
- 1889
- 1890
- 1891
- 1892
- 1893
- 1894
- 1895

Cette page recense des événements qui se sont produits durant l'année 1891 en Belgique.

## Chronologie
- 16 janvier : craignant des débordements liés à une potentielle grève générale, les autorités mettent les troupes militaires en état d'alerte[1].
- 20 janvier : manifestation de l'Association libérale de Bruxelles[2].
- 22 février : à Anvers, 4 000 travailleurs partent en grève[3].
- 5 avril : congrès du POB[3].
- 1er mai : à Liège, plus de 9 000 personnes participent à un cortège à travers la ville[3].
- 2 mai : les mineurs liégeois déclenchent une grève massive qui s'étend ensuite aux bassins miniers du Hainaut[4].
- 7 mai : le gouvernement rappelle les miliciens de 1887 et 1888. Des renforts sont envoyés dans les bassins miniers de Liège, Charleroi et La Louvière[4].
- 10 mai : les dockers anversois et gantois partent en grève[4].
- 20 mai : la Chambre approuve à l'unanimité la proposition de révision de la Constitution[4].
- 16 au 28 août : Congrès international ouvrier socialiste de Bruxelles
- 30 septembre : le général français Georges Boulanger se suicide devant la tombe de sa maîtresse au cimetière d'Ixelles.

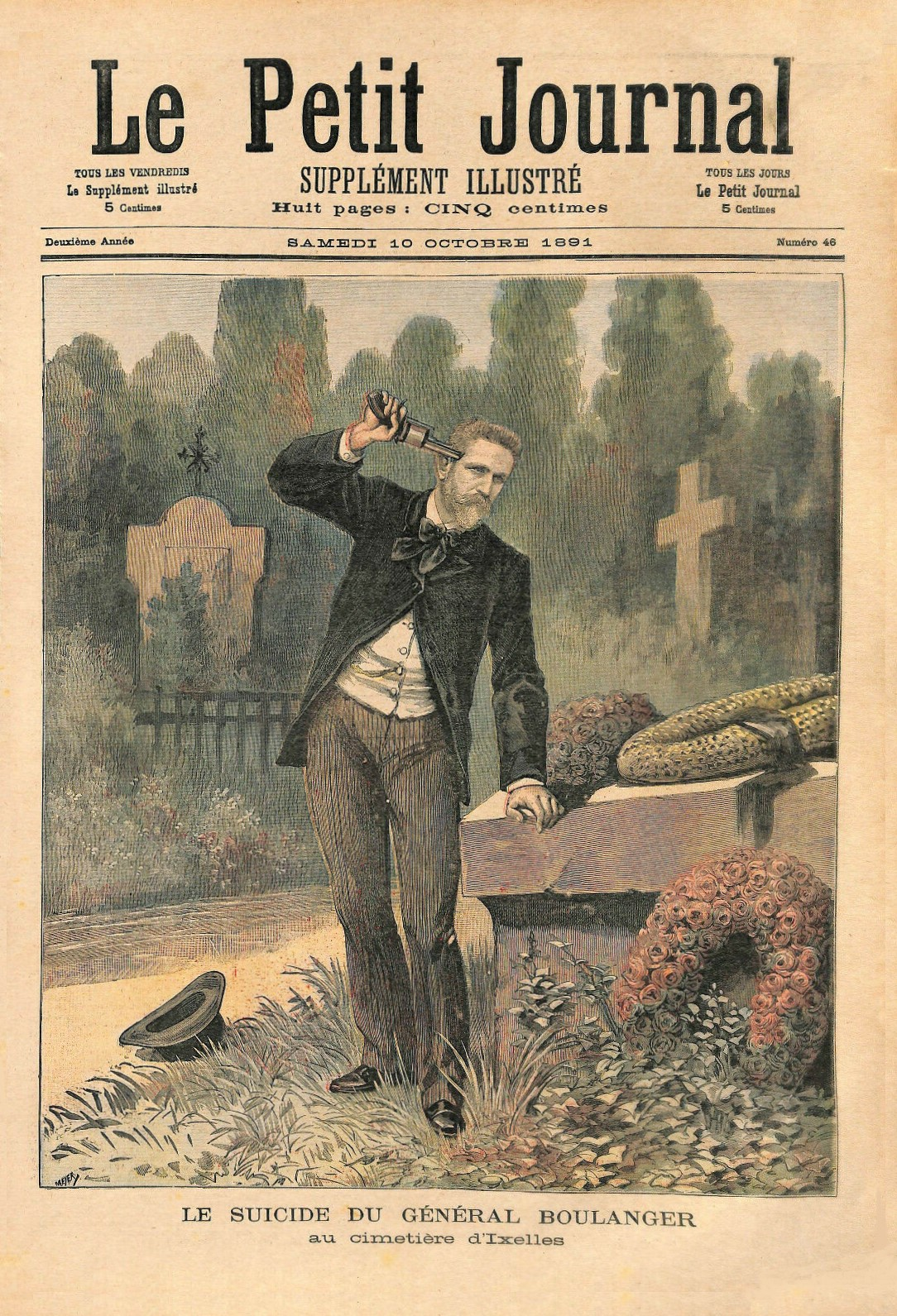
Le suicide du général Boulanger au cimetière d'Ixelles (Le Petit Journal du 10 octobre 1891).

- 3 novembre : première parution de la Gazet van Antwerpen, titre de presse néerlandophone.
- 27 novembre : loi sur le vagabondage et la mendicité[5].
- 12 décembre : fondation de la « Compagnie intercommunale des eaux de l’agglomération bruxelloise » (CIE)[6].

## Culture

### Architecture

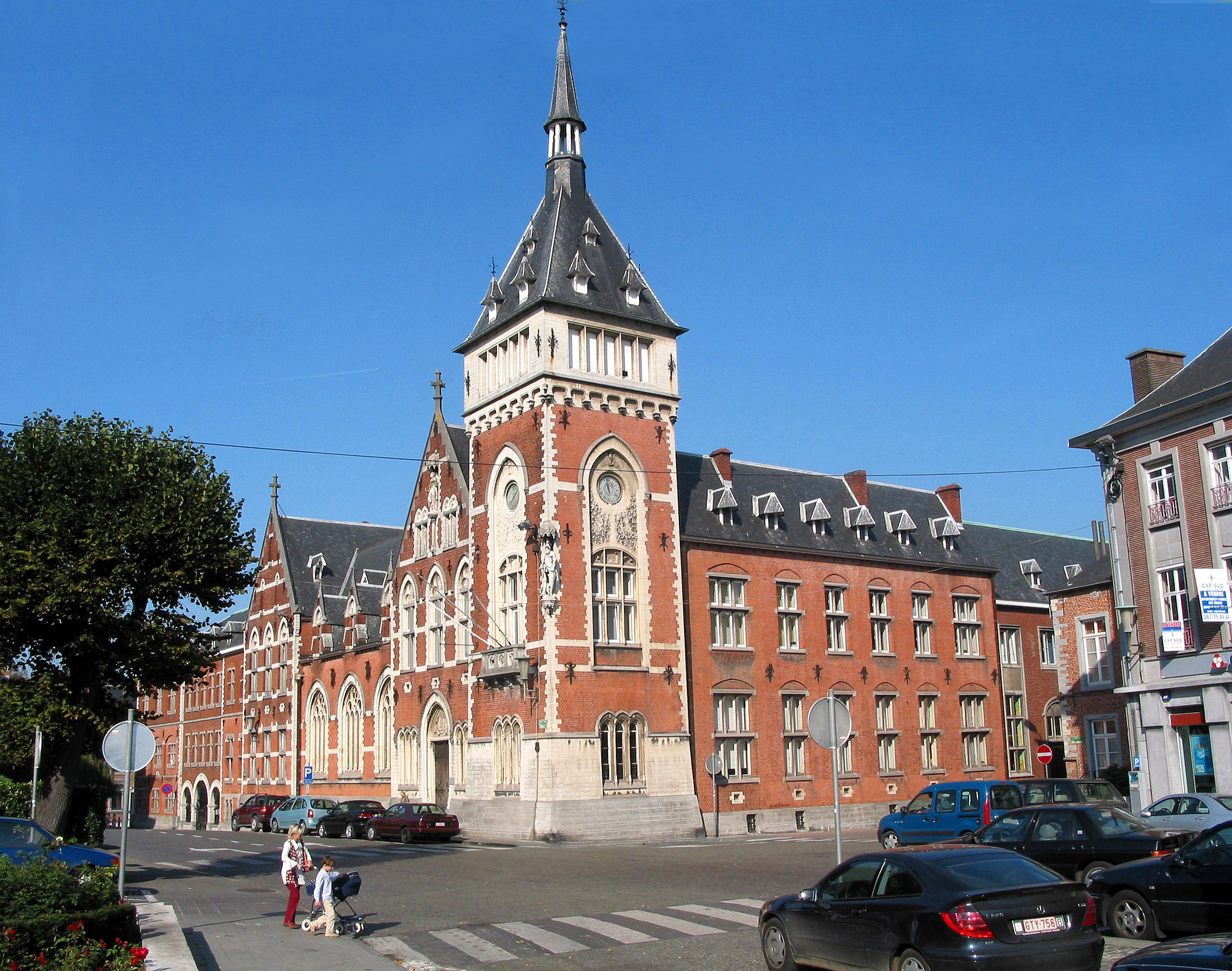
Palais de justice de Nivelles

### Arts
- 7 février - 13 mars : ouverture à Bruxelles du huitième Salon des XX[7].

### Littérature

#### Littérature francophone
- Les Apparus dans mes chemins, recueil de poèmes d'Émile Verhaeren[8].
- Chantefable un peu naïve, recueil de poèmes d'Albert Mockel[9].
- Les Dernières fêtes, recueil de poèmes d'Albert Giraud[10].
- Le Don d'enfance, recueil de poèmes de Fernand Séverin[11].
- Pierrot Narcisse, comédie poétique d'Albert Giraud[12].
- Le Règne du silence, poème de Georges Rodenbach[13].
- Les Sept Princesses, pièce de théâtre de Maurice Maeterlinck[14].

#### Littérature néerlandophone
- Een dure eed (Un serment solennel), roman de Virginie Loveling[15].

### Peinture
- Février 1891 : fondation à Anvers du « Cercle des XIII ».

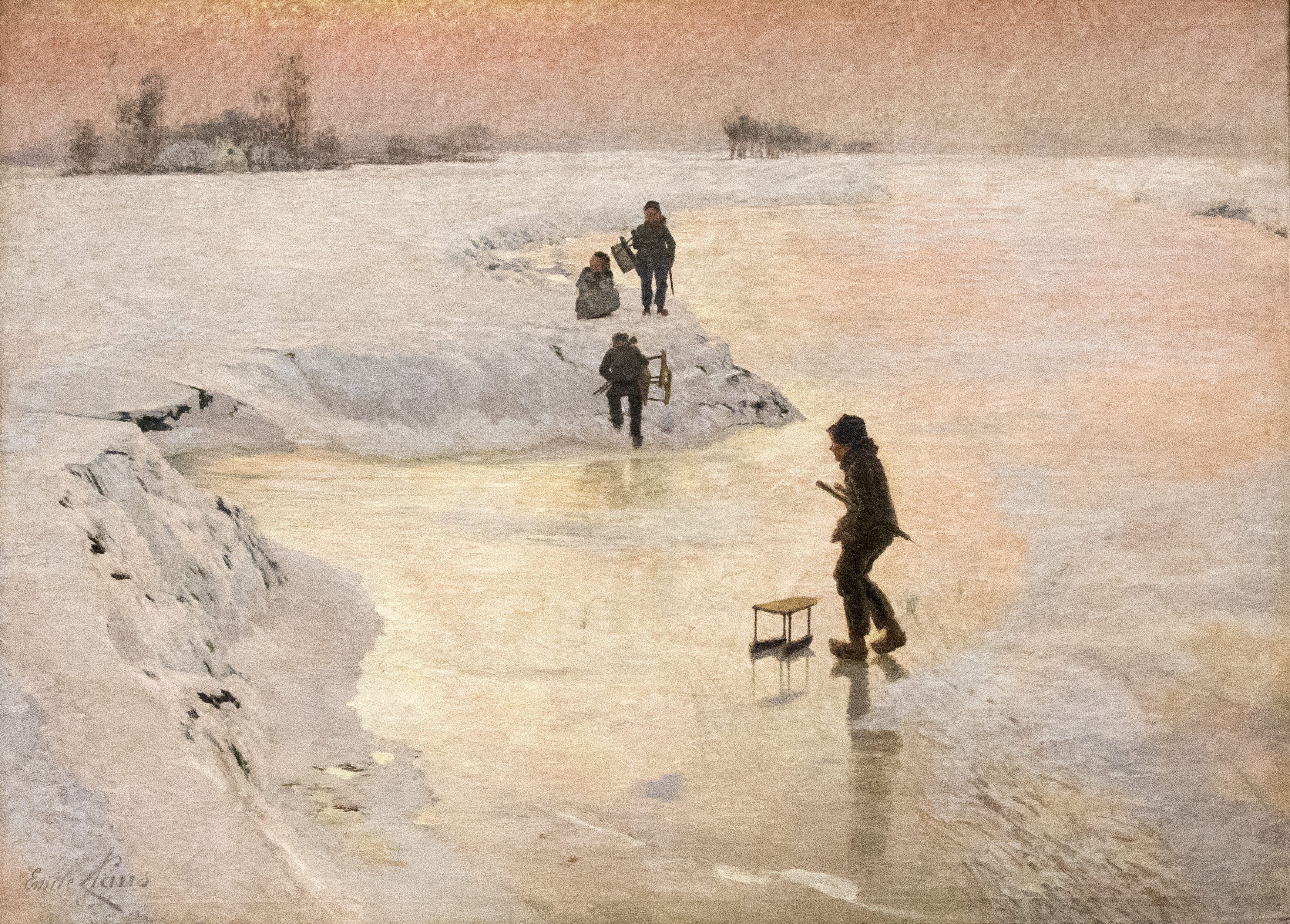
Les Patineurs (Émile Claus)

## Naissances
- 29 janvier : Henri Van Lerberghe, coureur cycliste († 10 avril 1966).
- 18 février : Henry George, coureur cycliste sur piste († 6 janvier 1976).
- 3 mai : Henri Rolin, homme politique († 20 avril 1973).
- 8 juin : Paul Collaer, professeur de chimie, musicologue, pianiste et chef d'orchestre († 10 décembre 1989).
- 7 septembre : Georges Cuisenaire, pédagogue († 31 décembre 1975).
- 1er décembre : Joseph Pé, coureur cycliste († 31 octobre 1980).

## Décès
- 4 janvier : Pierre De Decker, écrivain et homme politique (° 25 janvier 1812).
- 23 janvier : Baudouin prince de Belgique (° 3 juin 1869).
- 31 juillet : Jean-Baptiste Capronnier, peintre verrier (° 1er février 1814).
- 14 septembre : Johannes Bosboom, peintre et aquarelliste (° 18 février 1817).
- 13 décembre : Jean Servais Stas, chimiste (° 21 août 1813).